# 根岸修史
根岸 修史（ねぎし なおふみ、1948年3月19日 - ）は、日本の経営者。積水化学工業社長、会長を務めた。愛媛県出身。

## 経歴・人物
1971年に早稲田大学政治経済学部経済学科を卒業し、同年に積水化学工業に入社した。2003年6月に取締役に就任し、常務、専務などを経て、2008年10月に副社長に就任し、翌年3月には社長に昇格した。2015年3月に会長に就任し、2018年6月から相談役を務めた。
経団連副議長と首都高速道路会長、みずほリース社外取締役も務めている。
2024年11月に旭日重光章を受章した。